# Рио-Гранде-дель-Норте

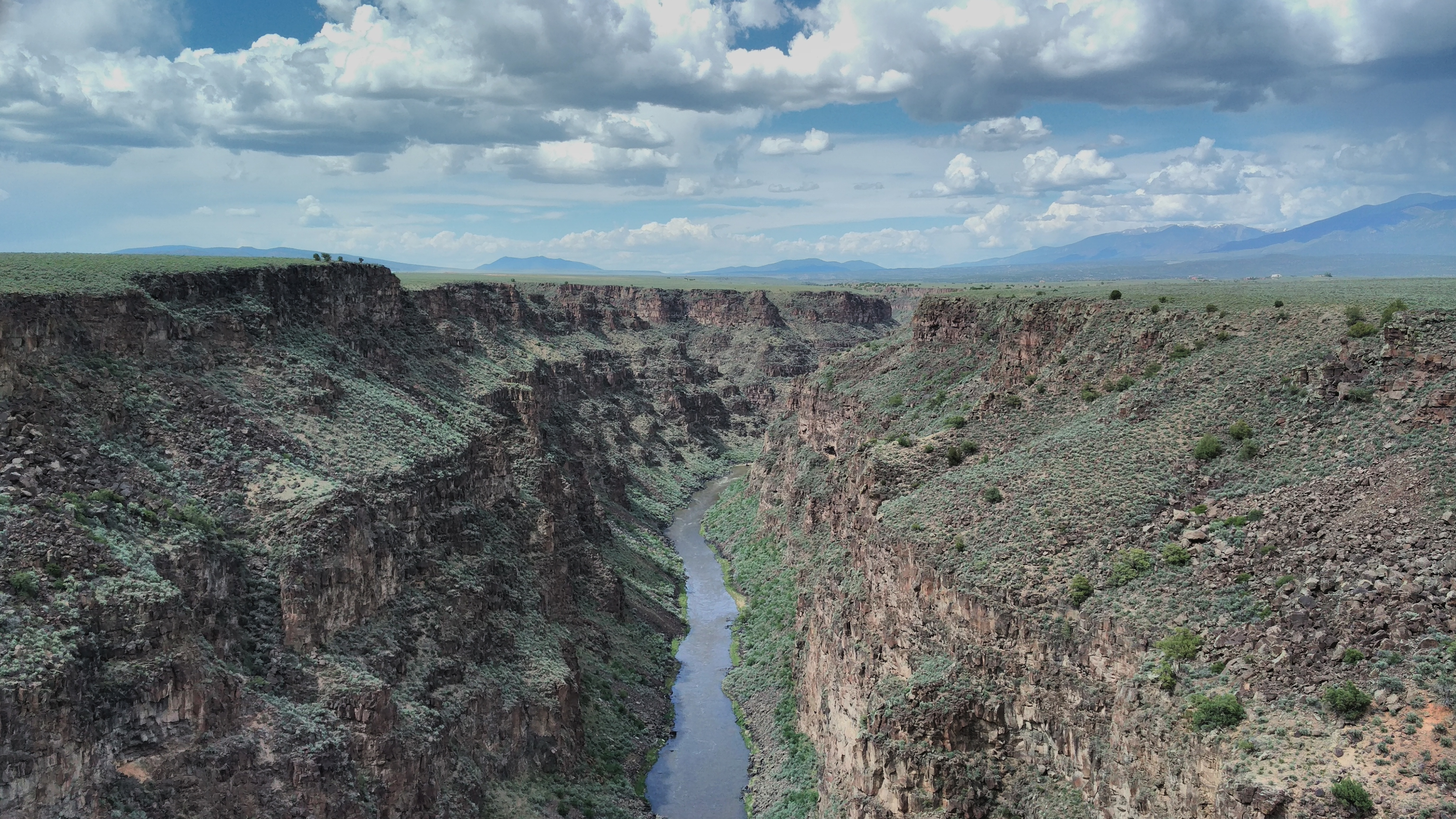
Каньон Рио-Гранде

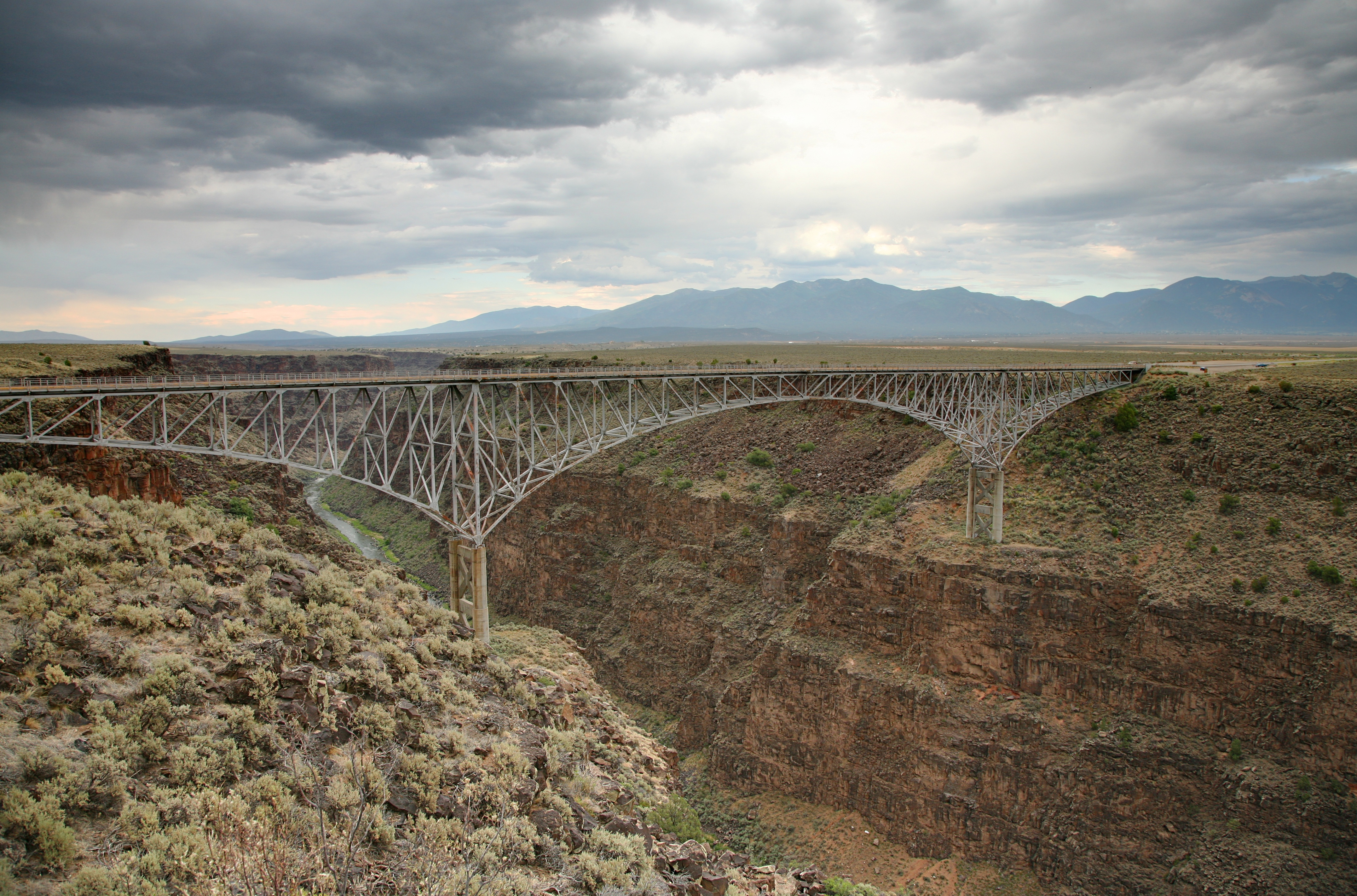
Арочный мост через каньон

Рио-Гранде-дель-Норте — местность в северной части штата Нью-Мексико (округ Таос), объявленная в 2013 году национальным памятником Соединённых Штатов Америки. Основной объект памятника — рифтовый каньон реки Рио-Гранде; а также часть вулканического плато Таос и участки рек Ред-Ривер и Рио-Сан-Антонио.
Площадь участка в границах национального памятника — 982 квадратных километра. Самая высокая точка Рио-Гранде-дель-Норте — гора Юте высотой 3076 метров; на территории памятника находятся также горы Серро-де-ла-Олла и Серро-Чифло. Гора Сан-Антонио высотой 3325 метров, вершина которой является высочайшей точкой плато Таос, лишь частично расположена в пределах охраняемой зоны.
Риолито-базальтовое плато Таос является результатом вулканической активности, обусловленной смещением тектонических плит на рифтовом разломе Рио-Гранде, отделившем плато Колорадо от Североамериканской древней платформы. Это самое большое плато на данном разломе, его общая площадь — около 7000 квадратных километров, а объём лавовой массы — не менее 420 кубических километров. Формы рельефа включают в себя пять щитовых вулканов, шлаковые конусы и пласты застывшей лавы. Радиометрический возраст пород — от 3,5 до 4,5 миллионов лет, что соответствует геологической эпохе плиоцена.
Русло реки Рио-Гранде пролегает вдоль разлома, сформировав путём эрозии узкое ущелье с крутыми стенами длиной 50 километров и глубиной до 240 метров. Пластовое строение базальта с аллювиальными прослойками гравия хорошо видно на отвесных обрывах. Минеральные источники на дне каньона, некоторые из которых горячие, считаются выходящими из лавовых трубок в недрах плато.
В границах национального памятника каньон и реку Рио-Гранде пересекает федеральная автомагистраль 64 по направлению восток — запад. В 1963—1965 годах здесь был возведён трёхпролётный стальной арочный мост Rio Grande Gorge Bridge длиной 390 метров, ставший десятым по высоте в США. Американский институт стальных конструкций назвал его самым красивым металлическим мостом за 1966 год. Отсюда открывается красивый панорамный вид на каньон Рио-Гранде, но к сожалению, мост стал популярным местом для сведения счетов с жизнью.
Экосистема Рио-Гранде-дель-Норте представляет собой полынную степь с зарослями орегонской сосны и пихты Дугласа на склонах холмов; а также ивняками и тополёвниками вдоль Рио-Гранде и других водостоков. Здесь обитает множество видов осёдлых и перелётных птиц. Из копытных млекопитающих можно увидеть вапити, чернохвостого оленя, вилорога, толсторогого барана, из хищников — пуму, красную рысь, канадскую выдру, чёрного медведя и койота.
Долина Рио-Гранде была заселена ещё в мезоиндейский период, о чём свидетельствуют петроглифы на обнажённых скальных поверхностях и остатки ямных домов. На склонах горы Сан-Антонио древний человек добывал дацит для изготовления инструментов. Здесь были обнаружены черепки, наконечники стрел, фрагменты орудий труда. Позже этот район населяли индейцы хикарилья и юты.
Национальное космическое агентство НАСА сочло пейзаж Рио-Гранде-дель-Норте разительно похожим на лунный; именно здесь в марте и сентябре 1971 года проводились тренировки отправляемых на Луну экипажей астронавтов Аполлон-15, Аполлон-16 и Аполлон-17.
На территории охраняемой зоны запрещена разведка недр и прокладка новых инженерных сетей, однако разрешены туризм и охота, а также передвижение на транспорте по существующей сети дорог. Здесь расположено пять кемпингов, один из них — прямо в каньоне. Популярен рафтинг по реке Рио-Гранде (пороги от II до V уровня сложности по американской системе), катание на горных велосипедах. Доступна рыбалка на форель и щуку.